# Płociczno (Varmie-Mazurie)
Pour les articles homonymes, voir Płociczno.
Płociczno est un village polonais du district administratif d'Ełk, dans le powiat d'Ełk, voïvodie de Varmie-Mazurie, au nord-est du pays. 
Il est situé à environ 8 km au nord d'Ełk et à 126 km à l'est de la capitale régionale Olsztyn.
Sa population s'élève à 90 habitants.